# 138 Tolosa
138 Tolosa هو كويكب، يقع ضمن حزام الكويكبات. اكتشف في 19 مايو 1874. وقد اكتشفه هنري جوزيف أناستاز.

## روابط خارجية
- 138 Tolosa في قاعدة بيانات مختبر الدفع النفاث لأجرام النظام الشمسي الصغيرة

- الاكتشاف · مخطط المدار ·  العناصر المدارية · المعلمات المادية

- 138 Tolosa على موقع ويكي سكاي: DSS2, SDSS, GALEX, IRAS, Hydrogen α, X-Ray, Astrophoto, Sky Map, Articles and images